# 스카가피아르다르시슬라
스카가피아르다르시슬라(아이슬란드어: Skagafjarðarsýsla)는 아이슬란드의 주이다. 이 주는 북서부 지역에 있다.